# Ruth (Carolina del Nord)
Ruth és una població dels Estats Units a l'estat de Carolina del Nord. Segons el cens del 2000 tenia 329 habitants.

## Demografia
Segons el cens del 2000, Ruth tenia 329 habitants, 137 habitatges i 96 famílies. La densitat de població era de 288,7 habitants per km².
Dels 137 habitatges en un 28,5% hi vivien nens de menys de 18 anys, en un 54,7% hi vivien parelles casades, en un 8% dones solteres, i en un 29,2% no eren unitats familiars. En el 27% dels habitatges hi vivien persones soles l'11,7% de les quals corresponia a persones de 65 anys o més que vivien soles. El nombre mitjà de persones vivint en cada habitatge era de 2,4 i el nombre mitjà de persones que vivien en cada família era de 2,87.
Per edats la població es repartia de la següent manera: un 20,7% tenia menys de 18 anys, un 10,9% entre 18 i 24, un 28,3% entre 25 i 44, un 26,1% de 45 a 60 i un 14% 65 anys o més.
L'edat mediana era de 39 anys. Per cada 100 dones de 18 o més anys hi havia 91,9 homes.
La renda mediana per habitatge era de 32.083 $ i la renda mediana per família de 41.500 $. Els homes tenien una renda mediana de 25.688 $ mentre que les dones 20.250 $. La renda per capita de la població era de 16.402 $. Entorn del 5,8% de les famílies i el 7,2% de la població estaven per davall del llindar de pobresa.

## Poblacions més properes
El següent diagrama mostra les poblacions més properes.